# Élections cantonales de 2011 dans la Haute-Garonne
Les élections cantonales ont eu lieu les 20 et 27 mars 2011.

## Contexte départemental

### Assemblée départementale sortante
Avant les élections, le conseil général de la Haute-Garonne est présidé par Pierre Izard (PS). Il comprend 53 conseillers généraux issus des 53 cantons de la Haute-Garonne. 27 d'entre eux sont renouvelables lors de ces élections.
| Parti                             | Sigle | Élus |
| --------------------------------- | ----- | ---- |
| Majorité (47 sièges)              |       |      |
| Parti socialiste                  | PS    | 43   |
| Parti radical de gauche           | PRG   | 2    |
| Parti communiste français         | PCF   | 1    |
| Divers gauche                     | DVG   | 1    |
| Opposition (6 sièges)             |       |      |
| Divers droite                     | DVD   | 3    |
| Union pour un mouvement populaire | UMP   | 3    |
| Président du conseil général      |       |      |
| Pierre Izard (PS)                 |       |      |

## Résultats à l'échelle du département

### Résultats en nombre de sièges
| Parti | Sièges mis en jeu | Élus | Évolution |
| ----- | ----------------- | ---- | --------- |
| PS    | 23                | 20   | -3        |
| DVD   | 1                 | 2    | +1        |
| PCF   | 1                 | 2    | +1        |
| EÉLV  | 0                 | 1    | +1        |
| PRG   | 1                 | 1    | =         |
| UMP   | 0                 | 1    | +1        |
| DVG   | 1                 | 0    | -1        |

### Assemblée départementale à l'issue des élections
| Parti                             | Sigle | Élus |
| --------------------------------- | ----- | ---- |
| Majorité (45 sièges)              |       |      |
| Parti socialiste                  | PS    | 40   |
| Parti communiste français         | PCF   | 2    |
| Parti radical de gauche           | PRG   | 2    |
| Europe Écologie Les Verts         | EELV  | 1    |
| Opposition (8 sièges)             |       |      |
| Divers droite                     | DVD   | 4    |
| Union pour un mouvement populaire | UMP   | 4    |
| Président du conseil général      |       |      |
| Pierre Izard (PS)                 |       |      |

## Résultats par canton

### Canton d'Aurignac
| Candidats      | Candidats        | Étiquette      | Premier tour | Premier tour |
| Candidats      | Candidats        | Étiquette      | Voix         | %            |
| -------------- | ---------------- | -------------- | ------------ | ------------ |
|                | Patrick Boube*   | PCF            | 1 417        | 73,92        |
|                | Laura Mussato    | FN             | 275          | 14,35        |
|                | Odile Boutemy    | EÉLV-RPS-PO    | 168          | 8,76         |
|                | Georges Peyronen | LO-POI-NPA     | 57           | 2,97         |
|                |                  |                |              |              |
| Inscrits       | Inscrits         | Inscrits       | 3 350        | 100,00       |
| Abstentions    | Abstentions      | Abstentions    | 1 326        | 39,58        |
| Votants        | Votants          | Votants        | 2 024        | 60,42        |
| Blancs et nuls | Blancs et nuls   | Blancs et nuls | 107          | 5,29         |
| Exprimés       | Exprimés         | Exprimés       | 1 917        | 94,71        |

*sortant

### Canton de Bagnères-de-Luchon
| Candidats      | Candidats               | Étiquette       | Premier tour | Premier tour | Second tour | Second tour |
| Candidats      | Candidats               | Étiquette       | Voix         | %            | Voix        |             |
| -------------- | ----------------------- | --------------- | ------------ | ------------ | ----------- | ----------- |
|                | Henri Denard*           | PS              | 1 491        | 49,34        | 2 022       | 72,76       |
|                | René Retting            | UMP-PR-MPF-CPNT | 480          | 15,88        | 757         | 27,24       |
|                | Eric Farrus             | DVD             | 389          | 12,87        |             |             |
|                | Jean-François Subercaze | PCF             | 256          | 8,47         |             |             |
|                | Hugo Durou              | EÉLV-RPS-PO     | 208          | 6,88         |             |             |
|                | René Ricci              | FN              | 198          | 6,55         |             |             |
|                |                         |                 |              |              |             |             |
| Inscrits       | Inscrits                | Inscrits        | 5 281        | 100,00       | 5 282       | 100,00      |
| Abstentions    | Abstentions             | Abstentions     | 2 154        | 40,79        | 2 236       | 42,33       |
| Votants        | Votants                 | Votants         | 3 127        | 59,21        | 3 046       | 57,67       |
| Blancs et nuls | Blancs et nuls          | Blancs et nuls  | 105          | 3,36         | 267         | 8,77        |
| Exprimés       | Exprimés                | Exprimés        | 3 022        | 96,64        | 2 779       | 91,23       |

*sortant

### Canton de Blagnac
| Candidats      | Candidats          | Étiquette      | Premier tour | Premier tour | Second tour | Second tour |
| Candidats      | Candidats          | Étiquette      | Voix         | %            | Voix        |             |
| -------------- | ------------------ | -------------- | ------------ | ------------ | ----------- | ----------- |
|                | Bernard Keller*    | PRG            | 4 270        | 41,51        | 7 865       | 72,62       |
|                | Bernard Schwal     | FN             | 2 054        | 19,97        | 2 965       | 27,38       |
|                | Georgette Sauvaire | EÉLV-RPS-PO    | 1 527        | 14,85        |             |             |
|                | Gérard Campistron  | PR             | 886          | 8,61         |             |             |
|                | Ludivine Bastoul   | PCF            | 766          | 7,45         |             |             |
|                | Marie-Agnès Espa   | MoDem          | 395          | 3,84         |             |             |
|                | Régis Léonard      | MRC            | 388          | 3,77         |             |             |
|                |                    |                |              |              |             |             |
| Inscrits       | Inscrits           | Inscrits       | 24 571       | 100,00       | 24 571      | 100,00      |
| Abstentions    | Abstentions        | Abstentions    | 14 089       | 57,34        | 13 044      | 53,09       |
| Votants        | Votants            | Votants        | 10 482       | 42,66        | 11 527      | 46,91       |
| Blancs et nuls | Blancs et nuls     | Blancs et nuls | 196          | 1,87         | 697         | 6,05        |
| Exprimés       | Exprimés           | Exprimés       | 10 286       | 98,13        | 10 830      | 93,95       |

*sortant

### Canton de Boulogne-sur-Gesse
| Candidats      | Candidats           | Étiquette      | Premier tour | Premier tour | Second tour | Second tour |
| Candidats      | Candidats           | Étiquette      | Voix         | %            | Voix        |             |
| -------------- | ------------------- | -------------- | ------------ | ------------ | ----------- | ----------- |
|                | Pierre Medevielle   | PR             | 897          | 33,47        | 1 316       | 48,24       |
|                | Jacques Leclerc*    | PS             | 891          | 33,25        | 1 412       | 51,76       |
|                | Jean-Bernard Castex | MoDem          | 434          | 16,19        |             |             |
|                | Marc Bourel         | FN             | 245          | 9,14         |             |             |
|                | Martine Versevy     | PCF            | 213          | 7,95         |             |             |
|                |                     |                |              |              |             |             |
| Inscrits       | Inscrits            | Inscrits       | 4 074        | 100,00       | 4 075       | 100,00      |
| Abstentions    | Abstentions         | Abstentions    | 1 287        | 31,59        | 1 122       | 27,53       |
| Votants        | Votants             | Votants        | 2 787        | 68,41        | 2 953       | 72,47       |
| Blancs et nuls | Blancs et nuls      | Blancs et nuls | 107          | 3,84         | 225         | 7,62        |
| Exprimés       | Exprimés            | Exprimés       | 2 680        | 96,16        | 2 728       | 92,38       |

*sortant

### Canton de Cadours
| Candidats      | Candidats          | Étiquette       | Premier tour | Premier tour |
| Candidats      | Candidats          | Étiquette       | Voix         | %            |
| -------------- | ------------------ | --------------- | ------------ | ------------ |
|                | Alain Julian*      | PS              | 1 231        | 58,79        |
|                | Guy Jovelin        | FN              | 340          | 16,24        |
|                | Catherine Renaux   | EÉLV-PO         | 224          | 10,70        |
|                | Odile Roudié       | UMP-PR-MPF-CPNT | 178          | 8,50         |
|                | Raymond Silvand    | PCF             | 72           | 3,44         |
|                | Jean-Pierre Michas | DLR             | 49           | 2,34         |
|                |                    |                 |              |              |
| Inscrits       | Inscrits           | Inscrits        | 3 650        | 100,00       |
| Abstentions    | Abstentions        | Abstentions     | 1 480        | 40,55        |
| Votants        | Votants            | Votants         | 2 170        | 59,45        |
| Blancs et nuls | Blancs et nuls     | Blancs et nuls  | 76           | 3,50         |
| Exprimés       | Exprimés           | Exprimés        | 2 094        | 96,50        |

*sortant

### Canton de Castanet-Tolosan
| Candidats      | Candidats            | Étiquette      | Premier tour | Premier tour | Second tour | Second tour |
| Candidats      | Candidats            | Étiquette      | Voix         | %            | Voix        |             |
| -------------- | -------------------- | -------------- | ------------ | ------------ | ----------- | ----------- |
|                | Muriel Pruvot        | PS             | 3 902        | 27,88        | 7 926       | 57,53       |
|                | Arnaud Laffon        | DVD            | 3 720        | 26,58        | 5 851       | 42,47       |
|                | Marie-Régine Bardoux | EÉLV-PO        | 2 684        | 19,18        |             |             |
|                | Marie Lopau          | FN             | 1 969        | 14,07        |             |             |
|                | Bernard Bagnéris     | PG             | 1 720        | 12,29        |             |             |
|                |                      |                |              |              |             |             |
| Inscrits       | Inscrits             | Inscrits       | 29 118       | 100,00       | 29 118      | 100,00      |
| Abstentions    | Abstentions          | Abstentions    | 14 758       | 50,68        | 14 434      | 49,57       |
| Votants        | Votants              | Votants        | 14 360       | 49,32        | 14 684      | 50,43       |
| Blancs et nuls | Blancs et nuls       | Blancs et nuls | 365          | 2,54         | 907         | 6,18        |
| Exprimés       | Exprimés             | Exprimés       | 13 995       | 97,46        | 13 777      | 93,82       |

### Canton de Cazères
| Candidats      | Candidats        | Étiquette      | Premier tour | Premier tour |
| Candidats      | Candidats        | Étiquette      | Voix         | %            |
| -------------- | ---------------- | -------------- | ------------ | ------------ |
|                | Christian Sans*  | PS             | 2 741        | 58,05        |
|                | Jean Planchon    | FN             | 870          | 18,42        |
|                | Eric Cols        | NC             | 386          | 8,17         |
|                | Cyril Binot      | PCF            | 349          | 7,39         |
|                | Manuel Grenier   | EÉLV-PO        | 304          | 6,44         |
|                | Nathalie Gaspard | LO-POI-NPA     | 72           | 1,52         |
|                |                  |                |              |              |
| Inscrits       | Inscrits         | Inscrits       | 8 942        | 100,00       |
| Abstentions    | Abstentions      | Abstentions    | 4 117        | 46,04        |
| Votants        | Votants          | Votants        | 4 825        | 53,96        |
| Blancs et nuls | Blancs et nuls   | Blancs et nuls | 103          | 2,13         |
| Exprimés       | Exprimés         | Exprimés       | 4 722        | 97,87        |

*sortant

### Canton de Cintegabelle
| Candidats      | Candidats         | Étiquette      | Premier tour | Premier tour | Second tour | Second tour |
| Candidats      | Candidats         | Étiquette      | Voix         | %            | Voix        |             |
| -------------- | ----------------- | -------------- | ------------ | ------------ | ----------- | ----------- |
|                | Christian Brunet* | DVG            | 1 003        | 37,93        | 1 584       | 61,78       |
|                | Jean Delcassé     | NC             | 664          | 25,11        | 980         | 38,22       |
|                | Sébastien Vincini | PS             | 495          | 18,72        |             |             |
|                | Armand Delamare   | FN             | 231          | 8,74         |             |             |
|                | Lucie Ostruzzi    | EÉLV-PO        | 144          | 5,45         |             |             |
|                | Estelle Antoina   | PCF            | 107          | 4,05         |             |             |
|                |                   |                |              |              |             |             |
| Inscrits       | Inscrits          | Inscrits       | 4 305        | 100,00       | 4 305       | 100,00      |
| Abstentions    | Abstentions       | Abstentions    | 1 613        | 37,47        | 1 612       | 37,44       |
| Votants        | Votants           | Votants        | 2 692        | 62,53        | 2 693       | 62,56       |
| Blancs et nuls | Blancs et nuls    | Blancs et nuls | 48           | 1,78         | 129         | 4,79        |
| Exprimés       | Exprimés          | Exprimés       | 2 644        | 98,22        | 2 564       | 95,21       |

*sortant

### Canton de Fronton
| Candidats      | Candidats           | Étiquette       | Premier tour | Premier tour | Second tour | Second tour |
| Candidats      | Candidats           | Étiquette       | Voix         | %            | Voix        |             |
| -------------- | ------------------- | --------------- | ------------ | ------------ | ----------- | ----------- |
|                | Ghislaine Cabessut  | PS              | 5 233        | 43,01        | 8 569       | 66,05       |
|                | Michèle Pellizzon   | FN              | 2 969        | 24,40        | 4 405       | 33,95       |
|                | Thierry Fourcassier | UMP-PR-MPF-CPNT | 1 782        | 14,64        |             |             |
|                | Georges Labuysse    | PO-EÉLV         | 1 202        | 9,88         |             |             |
|                | Béatrice Jollivet   | PCF             | 982          | 8,07         |             |             |
|                |                     |                 |              |              |             |             |
| Inscrits       | Inscrits            | Inscrits        | 28 833       | 100,00       | 28 833      | 100,00      |
| Abstentions    | Abstentions         | Abstentions     | 16 313       | 56,58        | 14 958      | 51,88       |
| Votants        | Votants             | Votants         | 12 520       | 43,42        | 13 875      | 48,12       |
| Blancs et nuls | Blancs et nuls      | Blancs et nuls  | 352          | 2,81         | 901         | 6,49        |
| Exprimés       | Exprimés            | Exprimés        | 12 168       | 42,20        | 12 974      | 93,51       |

### Canton de L'Isle-en-Dodon
| Candidats      | Candidats           | Étiquette      | Premier tour | Premier tour | Second tour | Second tour |
| Candidats      | Candidats           | Étiquette      | Voix         | %            | Voix        |             |
| -------------- | ------------------- | -------------- | ------------ | ------------ | ----------- | ----------- |
|                | Christiane Larrieu  | DVD            | 1 168        | 42,97        | 1 577       | 56,93       |
|                | Maryline Soldeville | PS             | 917          | 33,74        | 1 193       | 43,07       |
|                | Daniel Baures       | PCF            | 395          | 14,53        |             |             |
|                | Théo Buras          | FN             | 133          | 4,89         |             |             |
|                | Sophie Handschutter | EÉLV-PO        | 105          | 3,86         |             |             |
|                |                     |                |              |              |             |             |
| Inscrits       | Inscrits            | Inscrits       | 3 787        | 100,00       | 3 786       | 100,00      |
| Abstentions    | Abstentions         | Abstentions    | 1 009        | 26,64        | 899         | 23,75       |
| Votants        | Votants             | Votants        | 2 778        | 73,36        | 2 887       | 76,25       |
| Blancs et nuls | Blancs et nuls      | Blancs et nuls | 60           | 2,16         | 117         | 4,05        |
| Exprimés       | Exprimés            | Exprimés       | 2 718        | 97,84        | 2 770       | 95,95       |

### Canton de Lanta
| Candidats      | Candidats           | Étiquette      | Premier tour | Premier tour | Second tour | Second tour |
| Candidats      | Candidats           | Étiquette      | Voix         | %            | Voix        |             |
| -------------- | ------------------- | -------------- | ------------ | ------------ | ----------- | ----------- |
|                | Daniel Ruffat*      | PS             | 1 637        | 47,91        | 1 818       | 56,02       |
|                | Emmanuel Edon       | EÉLV-PO        | 966          | 28,27        | 1 427       | 43,98       |
|                | Pierrette Martinou  | FN             | 669          | 19,58        |             |             |
|                | Véronique Blanstier | PCF            | 145          | 4,24         |             |             |
|                |                     |                |              |              |             |             |
| Inscrits       | Inscrits            | Inscrits       | 6 797        | 100,00       | 6 797       | 100,00      |
| Abstentions    | Abstentions         | Abstentions    | 3 186        | 46,87        | 3 226       | 47,46       |
| Votants        | Votants             | Votants        | 3 611        | 53,13        | 3 571       | 52,54       |
| Blancs et nuls | Blancs et nuls      | Blancs et nuls | 194          | 5,37         | 326         | 9,13        |
| Exprimés       | Exprimés            | Exprimés       | 3 417        | 94,63        | 3 245       | 90,87       |

*sortant

### Canton de Montastruc-la-Conseillère
| Candidats      | Candidats           | Étiquette       | Premier tour | Premier tour | Second tour | Second tour |
| Candidats      | Candidats           | Étiquette       | Voix         | %            | Voix        |             |
| -------------- | ------------------- | --------------- | ------------ | ------------ | ----------- | ----------- |
|                | André Laur*         | PS              | 2 863        | 48,39        | 4 503       | 74,21       |
|                | Régis Ladet         | FN              | 983          | 16,61        | 1 565       | 25,79       |
|                | Véronique Millet    | UMP-PR-MPF-CPNT | 822          | 13,89        |             |             |
|                | Francine Ricouart   | EÉLV-PO         | 632          | 10,68        |             |             |
|                | Dominique Escouboue | PCF             | 264          | 4,46         |             |             |
|                | Antoine Lavaux      | MoDem           | 189          | 3,19         |             |             |
|                | Jean-Louis Thomas   | DLR             | 164          | 2,77         |             |             |
|                |                     |                 |              |              |             |             |
| Inscrits       | Inscrits            | Inscrits        | 12 921       | 100,00       | 12 899      | 100,00      |
| Abstentions    | Abstentions         | Abstentions     | 6 883        | 53,27        | 6 455       | 50,04       |
| Votants        | Votants             | Votants         | 6 038        | 46,73        | 6 444       | 49,96       |
| Blancs et nuls | Blancs et nuls      | Blancs et nuls  | 121          | 2,00         | 376         | 5,83        |
| Exprimés       | Exprimés            | Exprimés        | 5 917        | 98,00        | 6 068       | 94,17       |

*sortant

### Canton de Muret
| Candidats      | Candidats        | Étiquette      | Premier tour | Premier tour | Second tour | Second tour |
| Candidats      | Candidats        | Étiquette      | Voix         | %            | Voix        |             |
| -------------- | ---------------- | -------------- | ------------ | ------------ | ----------- | ----------- |
|                | Alain Bertrand*  | PS             | 5 860        | 42,23        | 10 208      | 68,04       |
|                | Serge Laroze     | FN             | 3 363        | 24,23        | 4 795       | 31,96       |
|                | Christian Valade | EÉLV-PO        | 1 839        | 13,25        |             |             |
|                | Gilles Escafit   | NC             | 1 400        | 10,09        |             |             |
|                | André Morere     | PCF            | 1 120        | 8,07         |             |             |
|                | Stéphanie Attar  | LO-POI-NPA     | 296          | 2,13         |             |             |
|                |                  |                |              |              |             |             |
| Inscrits       | Inscrits         | Inscrits       | 33 744       | 100,00       | 33 743      | 100,00      |
| Abstentions    | Abstentions      | Abstentions    | 19 533       | 57,89        | 17 802      | 52,76       |
| Votants        | Votants          | Votants        | 14 211       | 42,11        | 15 941      | 47,24       |
| Blancs et nuls | Blancs et nuls   | Blancs et nuls | 333          | 2,34         | 938         | 5,88        |
| Exprimés       | Exprimés         | Exprimés       | 13 878       | 97,66        | 15 003      | 94,12       |

*sortant

### Canton de Revel
| Candidats      | Candidats         | Étiquette      | Premier tour | Premier tour | Second tour | Second tour |
| Candidats      | Candidats         | Étiquette      | Voix         | %            | Voix        |             |
| -------------- | ----------------- | -------------- | ------------ | ------------ | ----------- | ----------- |
|                | Francis Costes*   | UMP            | 2 648        | 48,07        | 3 207       | 58,97       |
|                | Denys Oltra       | PS             | 1 596        | 28,97        | 2 231       | 41,03       |
|                | Claude Marcoz     | FN             | 700          | 12,71        |             |             |
|                | Marie Chiocca     | EÉLV-PO        | 360          | 6,53         |             |             |
|                | Georges Picard    | PCF            | 147          | 2,67         |             |             |
|                | Jacques Dumeunier | POI            | 58           | 1,05         |             |             |
|                |                   |                |              |              |             |             |
| Inscrits       | Inscrits          | Inscrits       | 10 133       | 100,00       | 10 133      | 100,00      |
| Abstentions    | Abstentions       | Abstentions    | 4 520        | 44,61        | 4 454       | 43,96       |
| Votants        | Votants           | Votants        | 5 613        | 55,39        | 5 679       | 56,04       |
| Blancs et nuls | Blancs et nuls    | Blancs et nuls | 104          | 1,85         | 241         | 4,24        |
| Exprimés       | Exprimés          | Exprimés       | 5 509        | 98,15        | 5 438       | 95,76       |

*sortant

### Canton de Rieumes
| Candidats      | Candidats                 | Étiquette      | Premier tour | Premier tour | Second tour | Second tour |
| Candidats      | Candidats                 | Étiquette      | Voix         | %            | Voix        |             |
| -------------- | ------------------------- | -------------- | ------------ | ------------ | ----------- | ----------- |
|                | Francis Laffont*          | PS             | 1 124        | 30,64        | 1 794       | 47,40       |
|                | Jennifer Courtois-Perisse | DVD            | 983          | 26,80        | 1 991       | 52,60       |
|                | Christiane Maury          | PRG            | 595          | 16,22        |             |             |
|                | Raymond Lemaistre         | FN             | 440          | 12,00        |             |             |
|                | Michel Lattuga            | EÉLV-PO        | 319          | 8,70         |             |             |
|                | Daniel Vicente            | PCF            | 207          | 5,64         |             |             |
|                |                           |                |              |              |             |             |
| Inscrits       | Inscrits                  | Inscrits       | 6 894        | 100,00       | 6 843       | 100,00      |
| Abstentions    | Abstentions               | Abstentions    | 3 145        | 45,62        | 2 828       | 41,33       |
| Votants        | Votants                   | Votants        | 3 749        | 54,38        | 4 015       | 58,67       |
| Blancs et nuls | Blancs et nuls            | Blancs et nuls | 81           | 2,16         | 230         | 5,73        |
| Exprimés       | Exprimés                  | Exprimés       | 3 668        | 97,84        | 3 785       | 94,27       |

*sortant

### Canton de Rieux-Volvestre
| Candidats      | Candidats            | Étiquette      | Premier tour | Premier tour |
| Candidats      | Candidats            | Étiquette      | Voix         | %            |
| -------------- | -------------------- | -------------- | ------------ | ------------ |
|                | Maryse Vezat-Baronia | PS             | 1 075        | 53,67        |
|                | Franck Pech          | FN             | 448          | 22,37        |
|                | Jean-Claude Gouze    | EÉLV-PO        | 320          | 15,98        |
|                | Mélaine Quillot      | PCF            | 160          | 7,99         |
|                |                      |                |              |              |
| Inscrits       | Inscrits             | Inscrits       | 3 856        | 100,00       |
| Abstentions    | Abstentions          | Abstentions    | 1 771        | 45,93        |
| Votants        | Votants              | Votants        | 2 085        | 54,07        |
| Blancs et nuls | Blancs et nuls       | Blancs et nuls | 82           | 3,93         |
| Exprimés       | Exprimés             | Exprimés       | 2 003        | 96,07        |

### Canton de Saint-Gaudens
| Candidats      | Candidats             | Étiquette      | Premier tour | Premier tour | Second tour | Second tour |
| Candidats      | Candidats             | Étiquette      | Voix         | %            | Voix        |             |
| -------------- | --------------------- | -------------- | ------------ | ------------ | ----------- | ----------- |
|                | Jean-Yves Duclos      | DVG            | 3 343        | 40,49        | 5 394       | 60,05       |
|                | Jean-Raymond Lepinay* | PS             | 2 587        | 31,33        | 3 588       | 39,95       |
|                | Nadine Voloscenko     | FN             | 923          | 11,18        |             |             |
|                | Bruno Miquel          | PG             | 540          | 6,54         |             |             |
|                | Gérard Jaeger         | EÉLV-PO        | 348          | 4,22         |             |             |
|                | David Saforcada       | DLR            | 290          | 3,51         |             |             |
|                | Sébastien Broucke     | DVD            | 225          | 2,73         |             |             |
|                |                       |                |              |              |             |             |
| Inscrits       | Inscrits              | Inscrits       | 16 182       | 100,00       | 16 181      | 100,00      |
| Abstentions    | Abstentions           | Abstentions    | 7 757        | 47,94        | 6 758       | 41,77       |
| Votants        | Votants               | Votants        | 8 425        | 52,06        | 9 423       | 58,23       |
| Blancs et nuls | Blancs et nuls        | Blancs et nuls | 169          | 2,01         | 441         | 4,68        |
| Exprimés       | Exprimés              | Exprimés       | 8 256        | 97,99        | 8 982       | 95,32       |

*sortant

### Canton de Saint-Martory
| Candidats      | Candidats         | Étiquette       | Premier tour | Premier tour | Second tour | Second tour |
| Candidats      | Candidats         | Étiquette       | Voix         | %            | Voix        |             |
| -------------- | ----------------- | --------------- | ------------ | ------------ | ----------- | ----------- |
|                | Philippe Gimenez  | PCF             | 587          | 35,86        | 1 072       | 63,77       |
|                | Joseph Lafuste*   | PS              | 567          | 34,64        | 609         | 36,23       |
|                | Marc Lodi         | FN              | 267          | 16,31        |             |             |
|                | Dominique Bares   | PO              | 112          | 6,84         |             |             |
|                | Frédéric Fauchart | UMP-PR-MPF-CPNT | 104          | 6,35         |             |             |
|                |                   |                 |              |              |             |             |
| Inscrits       | Inscrits          | Inscrits        | 2 911        | 100,00       | 2 911       | 100,00      |
| Abstentions    | Abstentions       | Abstentions     | 1 228        | 42,18        | 1 089       | 37,41       |
| Votants        | Votants           | Votants         | 1 683        | 57,82        | 1 822       | 62,59       |
| Blancs et nuls | Blancs et nuls    | Blancs et nuls  | 46           | 2,73         | 141         | 7,74        |
| Exprimés       | Exprimés          | Exprimés        | 1 637        | 97,27        | 1 681       | 92,26       |

*sortant

### Canton de Toulouse-1
| Candidats      | Candidats                  | Étiquette       | Premier tour | Premier tour | Second tour | Second tour |
| Candidats      | Candidats                  | Étiquette       | Voix         | %            | Voix        |             |
| -------------- | -------------------------- | --------------- | ------------ | ------------ | ----------- | ----------- |
|                | Marie-Christine Lafforgue* | PS              | 1 683        | 30,98        | 3 062       | 55,27       |
|                | Christine de Veyrac        | UMP-PR-MPF-CPNT | 1 528        | 28,12        | 2 478       | 44,73       |
|                | Hélène Chessé              | EÉLV-PO         | 868          | 15,98        |             |             |
|                | Jacqueline Violante        | FN              | 672          | 12,37        |             |             |
|                | Jean-Christophe Sellin     | PG              | 260          | 4,79         |             |             |
|                | Nicolas Borot              | PCF             | 195          | 3,59         |             |             |
|                | Olivier Charles            | MoDem           | 122          | 2,25         |             |             |
|                | Gérard Couvert             | DLR             | 105          | 1,93         |             |             |
|                |                            |                 |              |              |             |             |
| Inscrits       | Inscrits                   | Inscrits        | 17 238       | 100,00       | 17 238      | 100,00      |
| Abstentions    | Abstentions                | Abstentions     | 11 739       | 68,10        | 11 419      | 66,24       |
| Votants        | Votants                    | Votants         | 5 499        | 31,90        | 5 819       | 33,76       |
| Blancs et nuls | Blancs et nuls             | Blancs et nuls  | 66           | 1,20         | 279         | 4,79        |
| Exprimés       | Exprimés                   | Exprimés        | 5 433        | 98,80        | 5 540       | 95,21       |

*sortant

### Canton de Toulouse-3
| Candidats      | Candidats         | Étiquette      | Premier tour | Premier tour | Second tour | Second tour |
| Candidats      | Candidats         | Étiquette      | Voix         | %            | Voix        |             |
| -------------- | ----------------- | -------------- | ------------ | ------------ | ----------- | ----------- |
|                | Martine Martinel* | PS             | 2 615        | 32,67        | 5 091       | 63,78       |
|                | Stéphane Diebold  | DVD            | 1 776        | 22,19        | 2 891       | 36,22       |
|                | Xavier Bigot      | EÉLV-PO        | 1 415        | 17,68        |             |             |
|                | Charles Sœur      | FN             | 1 109        | 13,86        |             |             |
|                | Monique Durrieu   | PCF            | 657          | 8,21         |             |             |
|                | Myriam Martin     | NPA            | 253          | 3,16         |             |             |
|                | Serge Henn        | DLR            | 135          | 1,69         |             |             |
|                | Thierry Dupin     | POI            | 44           | 0,55         |             |             |
|                |                   |                |              |              |             |             |
| Inscrits       | Inscrits          | Inscrits       | 23 531       | 100,00       | 23 531      | 100,00      |
| Abstentions    | Abstentions       | Abstentions    | 15 424       | 65,55        | 15 091      | 64,13       |
| Votants        | Votants           | Votants        | 8 107        | 34,45        | 8 440       | 35,87       |
| Blancs et nuls | Blancs et nuls    | Blancs et nuls | 103          | 1,27         | 458         | 5,43        |
| Exprimés       | Exprimés          | Exprimés       | 8 004        | 98,73        | 7 982       | 94,57       |

*sortant

### Canton de Toulouse-4
| Candidats      | Candidats            | Étiquette       | Premier tour | Premier tour | Second tour | Second tour |
| Candidats      | Candidats            | Étiquette       | Voix         | %            | Voix        |             |
| -------------- | -------------------- | --------------- | ------------ | ------------ | ----------- | ----------- |
|                | Jean-Michel Fabre*   | PS              | 2 339        | 35,13        | 4 171       | 62,52       |
|                | Maxime Boyer         | UMP-PR-MPF-CPNT | 1 702        | 25,56        | 2 500       | 37,48       |
|                | Jean-Michel Pugnière | EÉLV-PO         | 1 151        | 17,29        |             |             |
|                | Sabrina Bazouin      | FN              | 911          | 13,68        |             |             |
|                | Jacques Rouquayrol   | PCF             | 532          | 7,99         |             |             |
|                | Thomas Bassil        | SE              | 23           | 0,35         |             |             |
|                |                      |                 |              |              |             |             |
| Inscrits       | Inscrits             | Inscrits        | 19 595       | 100,00       | 19 595      | 100,00      |
| Abstentions    | Abstentions          | Abstentions     | 12 843       | 65,54        | 12 559      | 64,09       |
| Votants        | Votants              | Votants         | 6 752        | 34,46        | 7 036       | 35,91       |
| Blancs et nuls | Blancs et nuls       | Blancs et nuls  | 94           | 1,39         | 365         | 5,19        |
| Exprimés       | Exprimés             | Exprimés        | 6 658        | 98,61        | 6 671       | 94,81       |

*sortant

### Canton de Toulouse-7
| Candidats      | Candidats              | Étiquette      | Premier tour | Premier tour | Second tour | Second tour |
| Candidats      | Candidats              | Étiquette      | Voix         | %            | Voix        |             |
| -------------- | ---------------------- | -------------- | ------------ | ------------ | ----------- | ----------- |
|                | Jean-Jacques Mirassou* | PS             | 1 989        | 33,41        | 3 668       | 64,52       |
|                | Jean-Michel Lattes     | PR             | 1 059        | 17,79        | 2 017       | 35,48       |
|                | René Cau               | FN             | 1 034        | 17,37        |             |             |
|                | Cécile Peguin          | EÉLV-PO        | 1 026        | 17,24        |             |             |
|                | Bernard Toucouère      | PCF            | 475          | 7,98         |             |             |
|                | Alain Ségui            | DLR            | 250          | 4,20         |             |             |
|                | Dorothée Rouffiac      | LO-POI-NPA     | 120          | 2,02         |             |             |
|                |                        |                |              |              |             |             |
| Inscrits       | Inscrits               | Inscrits       | 18 617       | 100,00       | 18 617      | 100,00      |
| Abstentions    | Abstentions            | Abstentions    | 12 555       | 67,44        | 12 524      | 67,27       |
| Votants        | Votants                | Votants        | 6 062        | 32,56        | 6 093       | 32,73       |
| Blancs et nuls | Blancs et nuls         | Blancs et nuls | 109          | 1,80         | 408         | 6,70        |
| Exprimés       | Exprimés               | Exprimés       | 5 953        | 98,20        | 5 685       | 93,30       |

*sortant

### Canton de Toulouse-12
| Candidats      | Candidats           | Étiquette       | Premier tour | Premier tour | Second tour | Second tour |
| Candidats      | Candidats           | Étiquette       | Voix         | %            | Voix        |             |
| -------------- | ------------------- | --------------- | ------------ | ------------ | ----------- | ----------- |
|                | Zohra El Kouacheri  | PS              | 1 740        | 24,55        | 4 192       | 57,55       |
|                | Christophe Alvès    | UMP-PR-MPF-CPNT | 1 503        | 21,21        | 3 092       | 42,45       |
|                | Colette Charbonne   | EÉLV-PO         | 1 260        | 17,78        |             |             |
|                | Artemisa Rubio      | FN              | 1 242        | 17,53        |             |             |
|                | Jean-Paul Pla       | PCF             | 557          | 7,86         |             |             |
|                | Mourad Gherbi       | DVG             | 271          | 3,82         |             |             |
|                | Pierre-Nicolas Bapt | PRG             | 194          | 2,74         |             |             |
|                | Laure Tarlier       | LO-POI-NPA      | 155          | 2,19         |             |             |
|                | Rose-Marie Alarcon  | DLR             | 96           | 1,35         |             |             |
|                | Tarak Ben-Mohamed   | SE              | 69           | 0,97         |             |             |
|                |                     |                 |              |              |             |             |
| Inscrits       | Inscrits            | Inscrits        | 23 755       | 100,00       | 23 755      | 100,00      |
| Abstentions    | Abstentions         | Abstentions     | 16 514       | 69,52        | 15 971      | 67,23       |
| Votants        | Votants             | Votants         | 7 241        | 30,48        | 7 784       | 32,77       |
| Blancs et nuls | Blancs et nuls      | Blancs et nuls  | 154          | 2,13         | 500         | 6,42        |
| Exprimés       | Exprimés            | Exprimés        | 7 087        | 97,87        | 7 284       | 93,58       |

### Canton de Toulouse-13
| Candidats      | Candidats           | Étiquette      | Premier tour | Premier tour | Second tour | Second tour |
| Candidats      | Candidats           | Étiquette      | Voix         | %            | Voix        |             |
| -------------- | ------------------- | -------------- | ------------ | ------------ | ----------- | ----------- |
|                | Christophe Bégué    | PS             | 4 726        | 38,87        | 5 530       | 48,53       |
|                | Patrick Jiména      | EÉLV-PO        | 2 743        | 22,56        | 5 654       | 51,47       |
|                | Michèle Guérin      | FN             | 2 097        | 17,25        |             |             |
|                | Jean-Jacques Bolzan | PR             | 1 484        | 12,21        |             |             |
|                | Elisabeth Lavernhe  | PCF            | 798          | 6,56         |             |             |
|                | Laurent Marty       | NPA            | 245          | 2,02         |             |             |
|                | Fabrice Rastoul     | POI            | 65           | 0,53         |             |             |
|                |                     |                |              |              |             |             |
| Inscrits       | Inscrits            | Inscrits       | 28 964       | 100,00       | 28 964      | 100,00      |
| Abstentions    | Abstentions         | Abstentions    | 16 483       | 56,91        | 16 958      | 58,55       |
| Votants        | Votants             | Votants        | 12 481       | 43,09        | 12 006      | 41,45       |
| Blancs et nuls | Blancs et nuls      | Blancs et nuls | 323          | 2,59         | 1022        | 8,51        |
| Exprimés       | Exprimés            | Exprimés       | 12 158       | 97,41        | 10 984      | 91,49       |

### Canton de Toulouse-14
| Candidats      | Candidats             | Étiquette      | Premier tour | Premier tour | Second tour | Second tour |
| Candidats      | Candidats             | Étiquette      | Voix         | %            | Voix        |             |
| -------------- | --------------------- | -------------- | ------------ | ------------ | ----------- | ----------- |
|                | Sandrine Floureusses* | PS             | 6 563        | 47,62        | 10 244      | 69,29       |
|                | Colette Soyer         | FN             | 3 272        | 23,74        | 4 540       | 30,71       |
|                | Raphaël Quessada      | PR             | 1 765        | 12,81        |             |             |
|                | Lidwine Kempf         | PO-EÉLV        | 1 342        | 9,74         |             |             |
|                | Xavier Lambert        | PCF            | 840          | 6,09         |             |             |
|                |                       |                |              |              |             |             |
| Inscrits       | Inscrits              | Inscrits       | 36 277       | 100,00       | 36 280      | 100,00      |
| Abstentions    | Abstentions           | Abstentions    | 22 175       | 61,13        | 20 512      | 56,54       |
| Votants        | Votants               | Votants        | 14 102       | 38,87        | 15 768      | 43,46       |
| Blancs et nuls | Blancs et nuls        | Blancs et nuls | 320          | 2,27         | 984         | 6,24        |
| Exprimés       | Exprimés              | Exprimés       | 13 782       | 97,73        | 14 784      | 93,76       |

*sortant

### Canton de Tournefeuille
| Candidats      | Candidats       | Étiquette       | Premier tour | Premier tour | Second tour | Second tour |
| Candidats      | Candidats       | Étiquette       | Voix         | %            | Voix        |             |
| -------------- | --------------- | --------------- | ------------ | ------------ | ----------- | ----------- |
|                | Claude Raynal*  | PS              | 6 726        | 44,00        | 11 518      | 72,15       |
|                | Monique Mallet  | FN              | 2 932        | 19,18        | 4 447       | 27,85       |
|                | Stéphane Renaux | EÉLV-PO         | 2 346        | 15,35        |             |             |
|                | Frédéric Bar    | UMP-PR-MPF-CPNT | 1 669        | 10,92        |             |             |
|                | François Tolsan | PCF             | 1 011        | 6,61         |             |             |
|                | Patrick Aubin   | NC              | 602          | 3,94         |             |             |
|                |                 |                 |              |              |             |             |
| Inscrits       | Inscrits        | Inscrits        | 36 135       | 100,00       | 36 135      | 100,00      |
| Abstentions    | Abstentions     | Abstentions     | 20 560       | 56,90        | 19 049      | 52,72       |
| Votants        | Votants         | Votants         | 15 575       | 43,10        | 17 086      | 47,28       |
| Blancs et nuls | Blancs et nuls  | Blancs et nuls  | 289          | 1,86         | 1 121       | 6,56        |
| Exprimés       | Exprimés        | Exprimés        | 15 286       | 98,14        | 15 965      | 93,44       |

*sortant

### Canton de Villefranche-de-Lauragais
| Candidats      | Candidats             | Étiquette       | Premier tour | Premier tour |
| Candidats      | Candidats             | Étiquette       | Voix         | %            |
| -------------- | --------------------- | --------------- | ------------ | ------------ |
|                | Pierre Izard*         | PS-PRG-LGM      | 3 319        | 60,59        |
|                | Julien Faessel        | EÉLV-PO         | 712          | 13,00        |
|                | Gilles Gonzalez       | FN-MNR          | 709          | 12,94        |
|                | Jean-Guillaume Jamin  | UMP-PR-MPF-CPNT | 433          | 7,90         |
|                | Chantal Picard-Sigure | PCF             | 242          | 4,44         |
|                | David Coste           | LO-POI-NPA      | 62           | 1,13         |
|                |                       |                 |              |              |
| Inscrits       | Inscrits              | Inscrits        | 9 636        | 100,00       |
| Abstentions    | Abstentions           | Abstentions     | 3 999        | 41,50        |
| Votants        | Votants               | Votants         | 5 637        | 58,50        |
| Blancs et nuls | Blancs et nuls        | Blancs et nuls  | 159          | 2,82         |
| Exprimés       | Exprimés              | Exprimés        | 5 478        | 97,18        |

*sortant